# Luis Fernando Centi
Luis Fernando Centi (Savona, 16 settembre 1976) è un allenatore di calcio ed ex calciatore italiano, di ruolo centrocampista.

## Caratteristiche tecniche
Nato come regista, ha proseguito la carriera come centrocampista di fascia o come interno di centrocampo.

## Carriera

### Giocatore
Di padre livornese e madre colombiana, dopo gli esordi nell'Armando Picchi di Livorno ha fatto parte delle giovanili del Piacenza, con il quale nel 1995 ha vinto il campionato di Serie B, giocando in una sola partita (Cosenza-Piacenza del 12 febbraio 1995, finita 1-1, nella quale andò a segno al debutto in cadetteria). Nelle due stagioni successive gioca nel Carpi, in Serie C1, e quindi milita in varie squadre lombarde sempre tra Serie C1 e Serie C2.
Nel campionato di Serie C1 2000-2001 viene veduto dal Varese al Como, con cui ottiene la promozione in Serie B; dopo una nuova stagione al Varese, ha militato poi nel Lumezzane di Giancarlo D'Astoli, sfiorando la promozione in serie B dopo il doppio confronto con il Cesena nella finale dei play off 2003-2004. Con il passaggio di D'Astoli sulla panchina del Treviso, Centi lo segue e disputa 31 partite nel campionato di Serie B 2004-2005, terminato con il raggiungimento dei playoff e la successiva promozione in Serie A dei veneti.
Nell'estate 2005 passa al Livorno, con cui debutta in Serie A il 27 agosto 2005 in Livorno-Lecce 2-1, ma il primo campionato nella massima divisione dura solo fino a gennaio, quando torna in Serie B all'Atalanta. Dal 2005 le presenze diminuiscono enormemente, dopo le 8 in A ne gioca 5 in B con la maglia nerazzurra dei bergamaschi, mentre nella stagione successiva non gioca né all'Atalanta né ad Ascoli. Solo nella Serie B 2007-2008 gioca 8 gare con i bianconeri, acquistato nel corso del mercato di riparazione di gennaio.
Il 16 luglio 2008 viene acquistato dalla SPAL, formazione di Lega Pro Prima Divisione, di cui diventa capitano e leader. A seguito di una rissa in cui rimane coinvolto nel febbraio 2009, perde la fascia e il posto da titolare, e dal 31 gennaio 2010 indossa per sei mesi la maglia del Gallipoli, con la quale realizza un gol nella partita vinta per 3-2 contro la Salernitana.
A seguito del fallimento del Gallipoli viene acquistato dal Folzano, squadra bresciana di Prima Categoria con cui conquista la Promozione e la Coppa Lombardia. Nel gennaio 2012, messo sul mercato, torna nel Piacentino, passando al Fiore, formazione militante nel campionato di Promozione; viene riconfermato anche dopo il cambio di denominazione della squadra, che diventa Royale Fiore e viene ammessa al campionato di Eccellenza Emilia-Romagna 2012-2013.
Nel luglio 2013 scende in Prima Categoria, ingaggiato dall'Agazzanese. Dopo una sola stagione fa ritorno al Royale Fiore, retrocesso nel campionato di Promozione; il campionato si conclude con una nuova retrocessione. Nell'estate 2015 passa alla Bobbiese, in Prima Categoria, per poi trasferirsi alla Sannazzarese nel dicembre successivo
Nel 2016 passa alla Spes Borgotrebbia, nella Prima Categoria piacentina, ricoprendo anche l'incarico di allenatore dei Giovanissimi. A dicembre assume la guida tecnica della prima squadra.

### Allenatore
Lasciata definitivamente l'attività agonistica, nel 2017 entra nello staff delle giovanili del Pro Piacenza.

## Statistiche

### Presenze e reti nei club
Statistiche aggiornate al 15 dicembre 2016.
| Stagione         | Squadra           | Campionato       | Campionato | Campionato | Coppe nazionali | Coppe nazionali | Coppe nazionali | Coppe europee | Coppe europee | Coppe europee | Altre coppe | Altre coppe | Altre coppe | Totale | Totale |
| Stagione         | Squadra           | Comp             | Pres       | Reti       | Comp            | Pres            | Reti            | Comp          | Pres          | Reti          | Comp        | Pres        | Reti        | Pres   | Reti   |
| ---------------- | ----------------- | ---------------- | ---------- | ---------- | --------------- | --------------- | --------------- | ------------- | ------------- | ------------- | ----------- | ----------- | ----------- | ------ | ------ |
| 1994-1995        | Piacenza          | B                | 1          | 1          | CI              | 0               | 0               | -             | -             | -             | -           | -           | -           | 1      | 1      |
| 1995-1996        | Carpi             | C1               | 19         | 0          | CI-C            | ?               | ?               | -             | -             | -             | -           | -           | -           | ?      | ?      |
| 1996-1997        | Carpi             | C1               | 16         | 0          | CI-C            | ?               | ?               | -             | -             | -             | -           | -           | -           | ?      | ?      |
| Totale Carpi     | Totale Carpi      | Totale Carpi     | 35         | 0          |                 | ?               | ?               |               |               |               |             |             |             | ?      | ?      |
| 1997-1998        | Ospitaletto       | C2               | 32         | 2          | CI-C            | ?               | ?               | -             | -             | -             | -           | -           | -           | ?      | ?      |
| 1998-1999        | Pro Patria        | C2               | 23         | 5          | CI-C            | ?               | ?               | -             | -             | -             | -           | -           | -           | ?      | ?      |
| 1999-2000        | Varese            | C1               | 29+2       | 9          | CI-C            | ?               | ?               | -             | -             | -             | -           | -           | -           | ?      | ?      |
| 2000-2001        | Como              | C1               | 27+4       | 1          | CI-C            | ?               | ?               | -             | -             | -             | -           | -           | -           | ?      | ?      |
| 2001-2002        | Varese            | C1               | 14         | 1          | CI-C            | ?               | ?               | -             | -             | -             | -           | -           | -           | ?      | ?      |
| 2002-2003        | Lumezzane         | C1               | 27         | 2          | CI-C            | ?               | ?               | -             | -             | -             | -           | -           | -           | ?      | ?      |
| 2003-2004        | Lumezzane         | C1               | 29+4       | 6+2        | CI-C            | ?               | ?               | -             | -             | -             | -           | -           | -           | ?      | ?      |
| ago. 2004        | Lumezzane         | C1               | 0          | 0          | CI              | 3               | 1               | -             | -             | -             | -           | -           | -           | 3      | 1      |
| Totale Lumezzane | Totale Lumezzane  | Totale Lumezzane | 56+4       | 8+2        |                 | ?               | ?               |               |               |               |             |             |             | ?      | ?      |
| 2004-2005        | Treviso           | B                | 31         | 3          | CI              | 0               | 0               | -             | -             | -             | -           | -           | -           | 31     | 3      |
| 2005-2006        | Livorno           | A                | 8          | 0          | CI              | 1               | 0               | -             | -             | -             | -           | -           | -           | 9      | 0      |
| gen.-giu. 2006   | Atalanta          | B                | 5          | 0          | -               | -               | -               | -             | -             | -             | -           | -           | -           | 5      | 0      |
| 2006-2007        | Atalanta          | A                | 0          | 0          | CI              | 0               | 0               | -             | -             | -             | -           | -           | -           | 0      | 0      |
| Totale Atalanta  | Totale Atalanta   | Totale Atalanta  | 5          | 0          |                 | 0               | 0               |               |               |               |             |             |             | 5      | 0      |
| gen.-giu. 2007   | Ascoli            | B                | 0          | 0          | CI              | 0               | 0               | -             | -             | -             | -           | -           | -           | 0      | 0      |
| 2007-2008        | Ascoli            | B                | 8          | 0          | CI              | 3               | 1               | -             | -             | -             | -           | -           | -           | 11     | 1      |
| 2008-2009        | SPAL              | PD               | 25         | 0          | CI-LP           | 3               | 1               | -             | -             | -             | -           | -           | -           | 28     | 1      |
| 2009-gen.2010    | SPAL              | PD               | 11         | 0          | CI-LP           | 0               | 0               | -             | -             | -             | -           | -           | -           | 11     | 0      |
| Totale Spal      | Totale Spal       | Totale Spal      | 36         | 0          |                 | 3               | 1               |               |               |               |             |             |             | 39     | 1      |
| gen.-giu. 2010   | Gallipoli         | B                | 4          | 1          | CI              | 0               | 0               | -             | -             | -             | -           | -           | -           | 4      | 1      |
| 2010-2011        | Folzano           | 1 Cat            | ?          | ?          | Coppa Lombardia | ?               | ?               | -             | -             | -             | -           | -           | -           | ?      | ?      |
| 2011-gen.2012    | Folzano           | Pro              | ?          | ?          | CI              | ?               | ?               | -             | -             | -             | -           | -           | -           | ?      | ?      |
| Totale Folzano   | Totale Folzano    | Totale Folzano   | ?          | ?          |                 | ?               | ?               |               |               |               |             |             |             | ?      | ?      |
| gen.-giu. 2012   | Fiore             | Pro              | ?          | ?          | CI              | ?               | ?               | -             | -             | -             | -           | -           | -           | ?      | ?      |
| 2012-2013        | Royale Fiore      | Ecc              | ?          | ?          | CI              | ?               | ?               | -             | -             | -             | -           | -           | -           | ?      | ?      |
| 2013-2014        | Agazzanese        | 1 Cat            | ?          | ?          | CI              | ?               | ?               | -             | -             | -             | -           | -           | -           | ?      | ?      |
| 2014-2015        | Royale Fiore      | Pro              | ?          | ?          | CI              | ?               | ?               | -             | -             | -             | -           | -           | -           | ?      | ?      |
| lug.-dic. 2015   | Bobbiese          | 1 Cat            | ?          | ?          | CI              | ?               | ?               | -             | -             | -             | -           | -           | -           | ?      | ?      |
| dic. 2015-2016   | Sannazzarese      | 2 Cat            | ?          | ?          | CI              | ?               | ?               | -             | -             | -             | -           | -           | -           | ?      | ?      |
| 2016-2017        | Spes Borgotrebbia | 1 Cat            | ?          | ?          | CI              | ?               | ?               | -             | -             | -             | -           | -           | -           | ?      | ?      |
| Totale           | Totale            | Totale           | 319+       | 32+        |                 | 7+              | 2+              |               |               |               |             |             |             | 325+   | 34+    |

## Palmarès

### Club

#### Competizioni nazionali
- Campionato italiano di Serie B: 2

Piacenza: 1994-1995
Atalanta: 2005-2006

#### Competizioni regionali
- Prima Categoria: 1

Folzano: 2010-2011
- Coppa Lombardia: 1

Folzano: 2010-2011